# Jesus (Album)
Jesus ist das vierte Studioalbum der Band Snubnose und härter als die vorangehenden. Das zentrale Thema des Konzeptalbums ist die biblische Person Jesus. 
Das Album beginnt im Prolog mit einem Rezitativ aus den ersten 14 Versen des Johannesevangeliums (Joh 1,1-14 ) und endet schließlich mit dem Epilog, der Passagen aus den Briefen von Paulus (Phil 2,6-11  und Kol 1,15-21 ) zitiert. Die Lieder drücken einerseits aus, wie die Lebensumstände der Personen waren, denen Jesus begegnete und andererseits wird aus der Sicht von bestimmten Menschen geschildert, welche Auswirkungen (wie Gefühle, Gedanken) diese Begegnung hatte. So werden in Release die Gefühle einer Frau beschrieben die Jesus vor ihrer Steinigung rettete (Joh 8,1-11 ), in Woman at the Well ist die Begegnung einer Frau mit Jesus an einem Brunnen (Joh 4,1-42 ) aus ihrer Sicht beschrieben.
Neben wörtlichen oder sinngemäßen Bibelzitaten werden manchen Figuren auch Motive in den Mund gelegt, zu denen es in der Theologie bis heute keine einheitliche Deutung gibt. Beispielsweise erzählt Judas in Judas Iscariot von seinen Hoffnungen, dass Jesus Israel von der Besatzungsmacht (den Römern) befreien würde, und dass seine enttäuschten Erwartungen ihn zum Verrat führten. 

## Tracks
1. „Prolog“ – 1:21
2. „The Devil“ – 2:46
3. „Release“ – 2:56
4. „Reveal“ – 2:56
5. „Lunatic“ – 3:31
6. „Woman At The Well“ – 3:29
7. „Judas Iscariot“ – 3:43
8. „Innocent“ – 2:50
9. „Criminals“ – 3:15
10. „The Skull“ – 3:47
11. „Rooster's Cry“ – 4:16
12. „Didymus“ – 3:26
13. „Epilog“ – 5:27